# Frontière entre la Thaïlande et le Vietnam
La frontière entre la Thaïlande et le Vietnam est une frontière entièrement maritime et se situe dans le Golfe de Thaïlande. Signé en 1997, c'est le premier accord depuis la convention des Nations unies sur le droit de la mer dans cette région conflictuelle entre les différents pays frontalier du golfe. On notera toutefois un précédent accord en 1992 sur la définition d'une zone de cogérance entre la Malaisie et la Thaïlande.
La zone de chevauchement totalisant 6074 km2 si on tient compte des deux revendications respectives. Les deux pays ont officiellement entamé des négociations en 1992 pour déterminer la zone. Un accord a été conclu après 9 tours organisés en 7 ans et attribue 32,5 % de la superficie au Vietnam.
L'accord a été officiellement signé le 9 août 1997 et est entré en vigueur le 27 février 1998. Il définit un segment droit sur la base de deux points:
- Point C: Latitude N 07° 48' 00".0000, Longitude E 103° 02' 30".0000
  - C'est le point le plus au nord de la zone de développement commune établie par le mémorandum de 1979 et qui coïncide avec le point 43 de la revendication malaisienne du plateau continental avancée en 1979.
- Point K: Latitude N 08° 46' 54".7754, Longitude E 102° 12' 11".6542
  - c'est le point situé sur la frontière maritime entre la République socialiste du Viet Nam et du Cambodge, qui est la ligne droite équidistante des Îles Thổ Chu et Koh Wai.